# Гадельшин, Хамит Габдуллович
Хамит Габдуллович Гаде́льшин (10 июля 1923, Аитово, Башкирская АССР — 10 января 2000, Бишкек) — советский военный. Участник Великой Отечественной войны. Герой Советского Союза (1944). Полковник.

## Биография
Хамит Габдуллович Гадельшин родился 10 июля 1923 года в селе Аитово (по другим данным в селе Вахит, или Вахитово) Белебеевского кантона Башкирской АССР РСФСР (ныне сёла Бижбулякского района Республики Башкортостан Российской Федерации) в крестьянской семье Габдуллы и Сахиб Гадельшиных. Татарин.
Окончил начальную школу в селе Аитово. В 1936 году семья Гадельшиных переехала в село Кенеш Киргизской АССР, где Хамит Гадельшин завершил семилетнее образование. Перед войной учился в финансово-экономическом техникуме в городе Фрунзе.
В ряды Рабоче-крестьянской Красной Армии Х. Г. Гадельшин был призван Фрунзенским городским военкоматом в августе 1941 года и направлен на курсы радиотелеграфистов. В боях с немецко-фашистскими захватчиками рядовой Х. Г. Гадельшин с октября 1941 года на Южном фронте. Боевое крещение принял в боях под Таганрогом. В ноябре 1941 года участвовал в контрнаступлении Красной Армии под Ростовом-на-Дону. Затем воевал на Юго-Западном, Закавказском и Северо-Кавказском фронтах, а также в составе разведгруппы в тылу противника. С августа 1943 года сержант Х. Г. Гадельшин в составе 1449-й отдельной роты связи 31-й стрелковой дивизии 46-й армии Степного фронта. Особо отличился в битве за Днепр.
В конце августа — сентябре 1943 года войска Степного фронта (с 20 октября 1943 года — 2-го Украинского фронта) в ходе Полтавско-Кременчугской фронтовой операции вышли к Днепру. В ночь с 26 на 27 сентября 1943 года сержант Х. Г. Гадельшин с передовыми подразделениями 75-го стрелкового полка форсировал реку у села Сошиновка (Верхнеднепровский район Украины). Вблизи правого берега лодка, на которой плыл старший радиотелеграфист Гадельшин, затонула, но Хамит Габдуллович сумел спасти рацию, после чего в течение 13-ти часов бессменно обеспечивал связь штаба полка со штабом дивизии. Впоследствии сержант Гадельшин принимал участие в боях на Аульском плацдарме.
22 февраля 1944 года сержанту Гадельшину Хамиту Габдулловичу указом Президиума Верховного Совета СССР было присвоено звание Героя Советского Союза. В дальнейшем Хамит Габдуллович воевал в составе 3-го и 4-го Украинских фронтов, участвовал в освобождении Украины, Молдавии, Румынии. Боевой путь завершил на территории Чехословакии во время Моравско-Остравской наступательной операции.
После войны Гадельшин продолжил службу в армии в составе группы советских войск в Германии. Затем окончил Ленинградское военное инженерное училище связи и Военную академию связи им. С. М. Будённого. Преподавал в Житомирском высшем училище связи, был заведующим кафедрой.
С 1969 года полковник Х. Г. Гадельшин в запасе. Жил в городе Фрунзе (с 1991 года город Бишкек). Работал преподавателем военного дела в профессиональном техническом училище № 27, затем преподавал в техникуме связи. 10 января 2000 года Хамит Габдуллович скончался. Похоронен на кладбище знатных людей в городе Бишкек Республики Кыргызстан.

## Награды
- Медаль «Золотая Звезда» (22.02.1944).
- Орден Ленина (22.02.1944).
- Орден Отечественной войны 1 степени (06.04.1985)[4].
- Медаль «За отвагу» (04.05.1945)[5].
- Медали.

## Документы
- Общедоступный электронный банк документов «Подвиг Народа в Великой Отечественной войне 1941—1945 гг.» Архивировано 13 марта 2012 года. № в базе данных 150006597. Архивировано 27 мая 2012 года., 18714624. Архивировано 27 мая 2012 года., 18714866. Архивировано 27 мая 2012 года.